# Eugenia Manolidou
Evyenía Manolídou ou Manolídis (grec moderne : Μανωλίδου), née Karayiannídou (grec moderne : Ευγενία Καραγιαννίδου) le 27 février 1975 à Athènes, est une compositrice, cheffe d'orchestre et animatrice de télévision grecque. Elle est mariée à l'ancien ministre de la santé Spyrídon-Ádonis Georgiádis.

## Biographie
Née le 27 février 1975 sous le nom d’Evyenía Karayiannídou à Athènes, Evyenía Manolídou prend ses premières leçons de piano à l'âge de cinq ans. En 1994, elle arrête ses cours de piano au conservatoire J.S. Bach avec le professeur russe Ala Chalapsi pour étudier la composition à la Juilliard School. Elle étudie la composition et l'orchestration avec Daron Hagen et la direction orchestrale avec le directeur du New York Grand Opera, Vincent la Selva, tout en continuant les cours de piano avec la soliste américaine Julie Jordan. En 1998, elle commence des études post-universitaires avec le compositeur et chef d'orchestre belge Robert Janssens au Conservatoire royal de Bruxelles. 
Manolídou se marie avec le peintre Theódoros Manolídis, de trente-sept ans son aîné, en 1995. Ils se séparent en 2002 mais Manolídis refuse pendant un certain temps de signer le divorce. Elle se remarie le 22 juin 2009 au politicien Spyrídon-Ádonis Georgiádis. Elle a deux enfants (Aléxandros, né en 1996 et Theodóra, née en 1997) de son premier mariage et deux autres avec Georgiádis, nommés Perséas (né en 2005) et Alcaeus (né en 2014).

## Carrière à la télévision
Manolídou devait être juge pour la version grecque de The X Factor (en) pour Antenna TV, cependant elle se voit également proposer sur la même chaîne la présentation de la version grecque de Nada más que la verdad. Elle est remplacée à X Factor par Katerína Gagáki.
En 2010, Evyenía est la juge principale de Elláda échis talénto (en).
De mars à juin 2010, Evyenía participe à la première saison de la version grecque de Dancing with the Stars (en). Elle est éliminée en demi-finale.
En 2011, Evyenía Manolídou présente MasterChef (en) sur Mega.